# 神戸弘陵学園事件
神戸弘陵学園事件（こうべこうりょうがくえんじけん）は、1984年に神戸弘陵学園高等学校に勤務する講師の再雇用を巡っての労使紛争。

## 概要

### 要旨
最高裁は、有期労働契約を設けた目的がその労働者の適性を評価するためのものであるときは、その有期労働契約期間が満了することが当然に終了する旨の明確な合意が当事者間に成立しているなどの特段の事情が認められる場合を除き、試用期間であると解するのが相当であるとし、試用期間の法的性質は解約権留保付の労働契約にあたると解釈され、その解約権行使（＝本採用しないこと）にあたっては客観的合理性があり社会通念上相当とされる場合のみ許されるとした。

### 経緯
- 学園は1984年（昭和59年）4月1日、労働者Xを社会科の常勤講師として、契約期間が一応1984年4月1日から1年とすること及び1年間の勤務状態をみて再雇用するか否かの判定をすることなどを説明をするとともに、口頭で採用したい旨申出をした。労働者Xは、これを了承した上、採用申出を受諾した。その後同年5月中旬に、労働者Xは、学園から求められるままに、「労働者Xが昭和60年3月31日までの1年の期限付の常勤講師として学園に採用される旨の合意が労働者Xと学園との間に成立したこと及び右期限（＝昭和60年3月31日までの1年の期限）が満了したときは解雇予告その他何らの通知を要せず期限満了の日に当然退職の効果を生ずること」などが記載されている期限付職員契約書に自ら署名捺印していた[1]。
- 上記によれば、1年の期間の満了により本件雇用契約が当然に終了する旨の明確な合意があるように見える。しかし、期限付職員契約書の交付を受けたのは本件雇用契約が成立後で、これに署名捺印したのは同年5月中旬である。また、当時開校2年目の時期であり、当時生徒は1年生と2年生のみであり1985年に初めて3年生までの生徒が揃う状況で生徒数が増加する状況にあり、それに伴い職員についても増員する必要こそあれ1984年に限って期限付職員を採用する必要があったとは思われない、とした[1]。